# 上條さなえ
上條 さなえ（かみじょう さなえ、1950年3月8日 - ）は、日本の児童文学作家。

## 人物
東京都出身。10歳の時に父が酒に溺れ、1年間学校へ行かずホームレスとして暮らし、その後親から離れて児童養護施設で過ごした。2006年にこの体験を綴った自伝本『10歳の放浪記』（講談社）を出版し話題となる。
東京経済大学経済学部を卒業後、小学校教諭を務める。
毎日新聞社の《小さな童話》大賞を受賞し、37歳時に『さんまマーチ』（国土社）で作家デビュー。
教諭を辞めて後、埼玉県の児童館館長、埼玉県教育委員会委員長などを歴任した。

## 著書
- 『さんまマーチ』（大石真解説、国土社） 1987年
- 『恋と虹のファンファーレ』（国土社） 1989年
- 『ちんどんパレード』（国土社） 1991年
- 『コロッケ天使』（学習研究社） 1991年
- 『女なんてだいきらい』（偕成社） 1994年
- 『ともだちじゃないか』（小学館） 1997年
- 『天丼一丁、こころ一丁』（汐文社） 1999年
- 『クレヨン色の川の町で』（岩崎書店）1999年
- 『パオにいちゃんの魔法のスープ』（汐文社） 2002年
- 『保健室のクッキー』（汐文社） 2003年
- 『わたしとママのチョコレート物語』（文溪堂） 2005年
- 『10歳の放浪記』（講談社） 2006年
- 『玉子の卵焼き』（文溪堂） 2010年
- 『月と珊瑚』　(講談社) 2019年

## テレビ出演
- 「わたしが子どもだったころ」（NHK）